# Дир бул щил
Дир бул щил (рос. Дыр бул щыл) — вірш Олексія Єлісейовича Кручоних, що написаний з використанням «зауму» (зарозумілої мови), в якому, за словами самого автора, «більше російського національного, ніж у всій поезії Пушкіна».
Кручоних написав цей вірш у грудні 1912 року. Цю дату потім автор назвав «часом виникнення заумі як явища (тобто мови, що має не підсобне значення), якою пишуть цілі самостійні твори, а не лише окремі їх частини (у вигляді приспіву, звукової прикраси тощо)». Ініціатором створення твору з «невідомих слів» став Давид Бурлюк. «Дир бул щил» був опублікований у січні 1913 року в циклі «3 вірші» у книзі Кручоних «Помада». На думку Кручоних, цей вірш згодом став набагато відомішим за нього самого.
У своїй спільній декларації «Слово як таке» Хлєбников і Кручоних проголосили вірш «Дир бул щил» першим зразком «іншого звуку і словосполучення». У тій самій декларації «Дир бул щил» слугує прикладом «неприємного для слуху» невирішеного дисонансу, причиною якого є «дисонанс душі».
Різним інтерпретаціям «Дир бул щил» присвячені роботи Джеральда Янечека і Миколи Богомолова. Ігор Терентьєв вважав «Дир бул щил» загадковим і таємним віршем, який означав «діру в майбутнє». Давид Бурлюк писав, що Кручених «сам того не знаючи» створив перший вірш на принципі «ініціалізації словес», тобто «дир бул щил» означає «дірою буде некрасиве обличчя щасливих йолопів». Зінаїда Гіппіус трактувала вірш Олексія Кручених як «те, що сталося з Росією», а Павло Флоренський іронічно описував його як «щось лісове, коричневе, кострубате, скуйовджене вистрибнуло і рипучим голосом „р л ез“ виводить, як немазані двері». На думку Владислава Ходасевича, знамените «Дир бул щил» «було вичерпним втіленням цієї течії (футуризму), його початком і кінцем, першим криком і лебединою піснею. Далі йти було нікуди, та й непотрібно, бо все інше того ж роду було б простим „переспівом“».